# Furoine
Furoine of 1,2-di(furan-2-yl)-2-hydroxyethanon is een organische verbinding met molecuulformule {\displaystyle {\ce {C10H8O4}}} Het kan via een door cyanide gekatalyseerde Benzoïnecondensatie uit furfural gemaakt worden.

## Reacties
Naast de hierboven genoemde (laboratorium)synthese kan furoine ook ontstaan in een door vitamine B1 (thiamine) gekatalyseerde biochemische reactie. In 1957 veronderstelde Breslow dat bij deze reactie een relatief stabiele carbeen-vorm van het vitamine betrokken was. In de katalytische cyclus (zie hieronder) reageren twee moleculen furfural, met behulp van een   thiazool-2-ylideen-katalysator, ontstaan door het onttrekken van een waterstof-atoom op de 2-positie van het  thiamine:

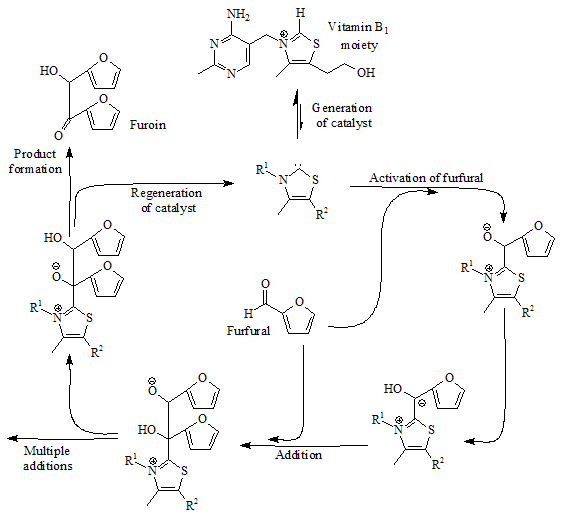
Furoine-vorming uit furfural, gekatalyseerd door thiamine

Dat was de eerste aanwijzing voor het bestaan van stabiele carbenen.

## Toepassingen
Furoine is toegepast als weekmaker.